# Yogur helado

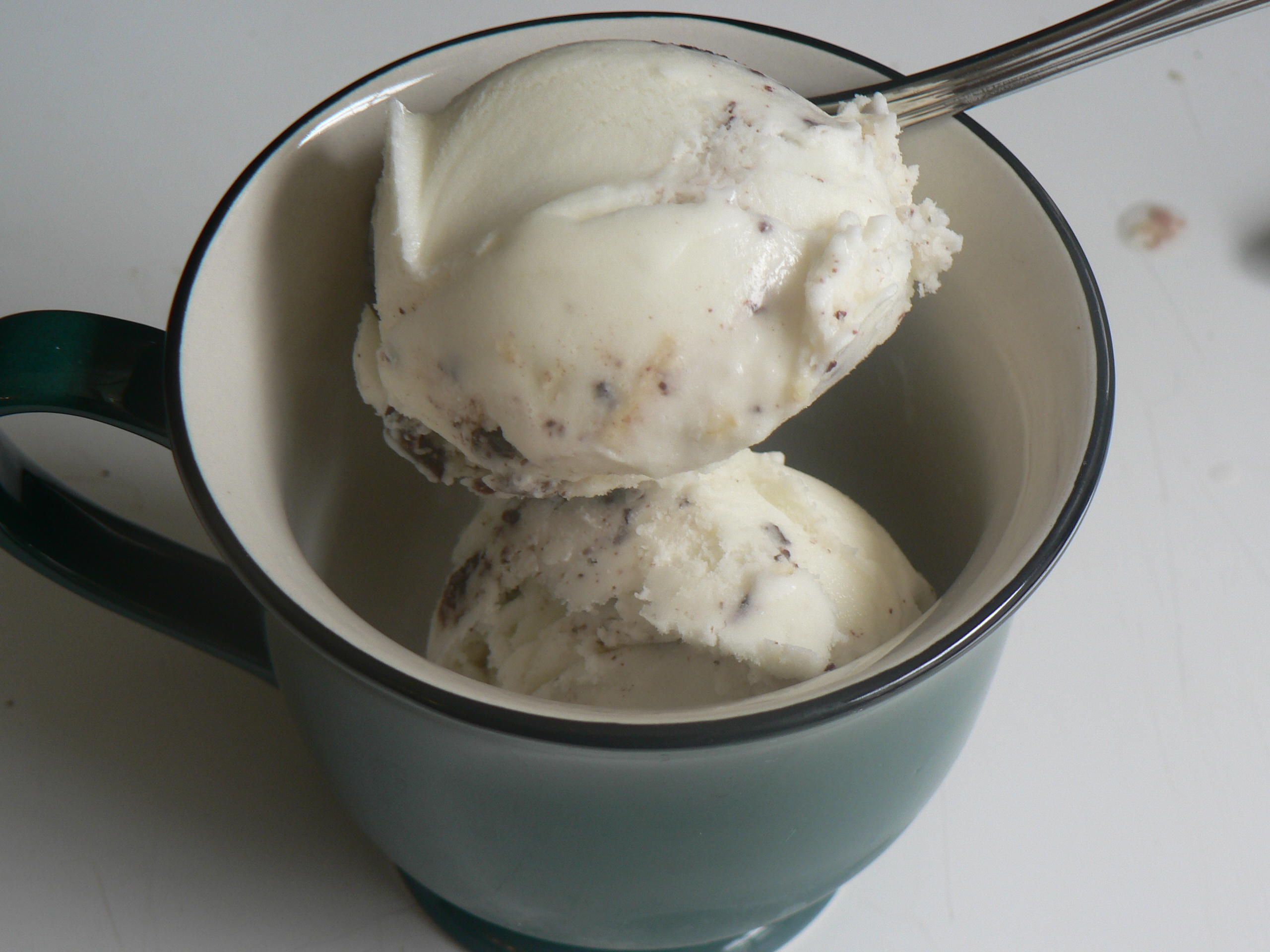
El yogur congelado denominado también en inglés: Frozen yogurt - Froyo

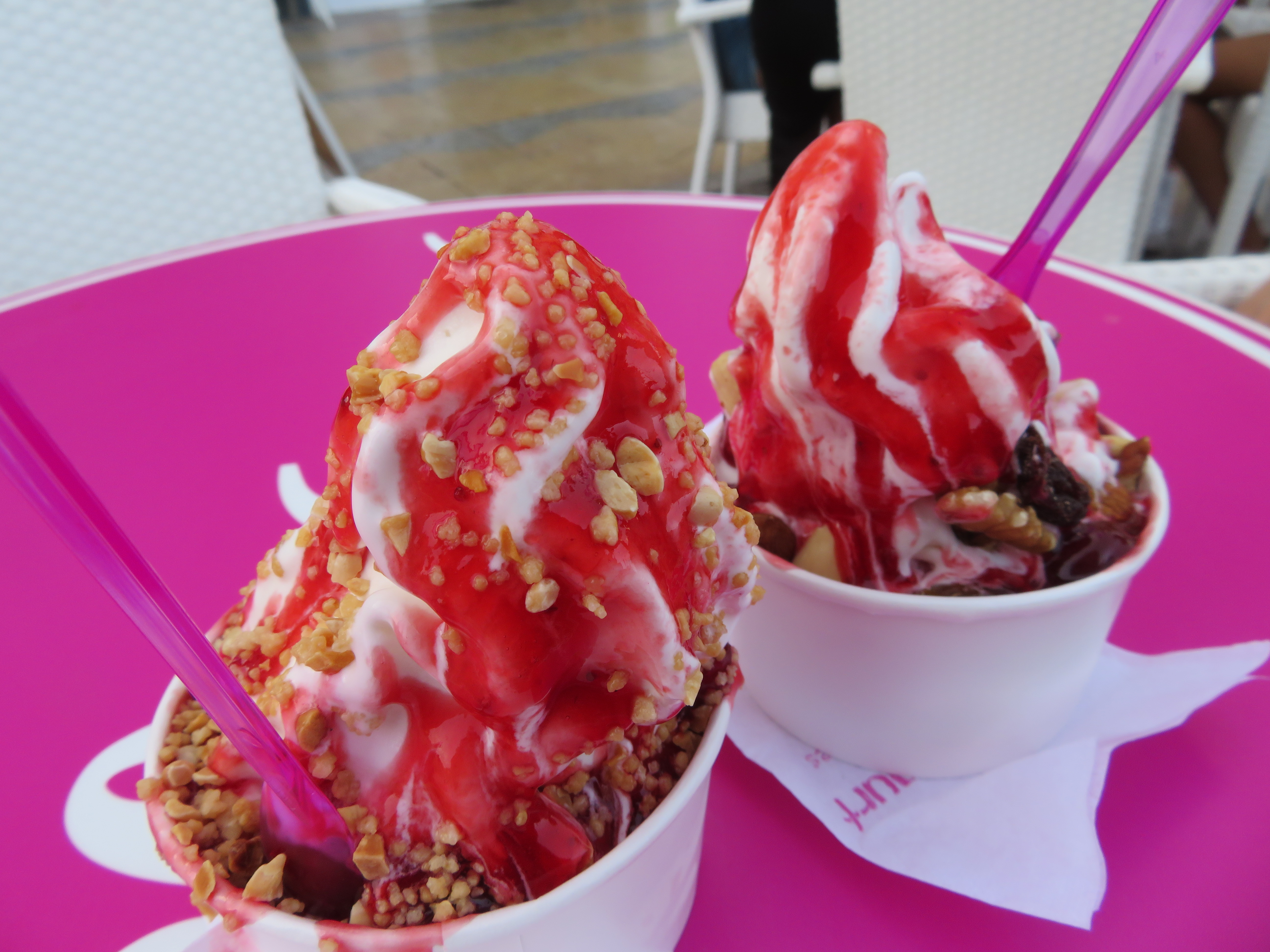
Tarrina de yogur helado bañado con sirope de fresa

El yogur congelado, yogurlado o yogur helado (en inglés Frozen yogurt o también abreviado como Froyo o frogurt) es un producto lácteo helado elaborado principalmente de yogur u otros productos lácteos. El yogur helado se sirve en versiones de bajo contenido graso de forma alternativa a como se sirve el helado. Existen versiones de este producto que se elaboran con cultivos lácticos.

## Historia
Uno de los primeros yogures helados elaborados en EE. UU. fue comercializado por la empresa Dannon, que se encargó de distribuir un producto denominado Danny's, se trataba de un yogur helado con sabor a moras y cubierto de chocolate negro. El Danny's original tenía un sabor agrio comparado con los actuales yogures helados.

## Características
El yogur helado puede tener un contenido graso diverso en el yogur con el que se elabora, un edulcorante, gelatina, sirope de maíz, colorantes y saborizantes diversos. El yogur helado se elabora por regla general en una máquina de helado. El yogur helado se hiela y se funde mucho más lentamente que los helados tradicionales debido a que posee una entalpía de fusión mayor que la leche. Existen versiones de yogur helado sin contenido de azúcar, aunque por regla general se emplea fructosa para los diabéticos. El yogur helado es una opción para las personas que poseen de problemas de intolerancia a la lactosa.